# Chiara Pogneaux
Chiara Pogneaux (11 settembre 2002) è una sciatrice alpina francese.

## Biografia
Originaria di Saint-Chaffrey e attiva in gare FIS dal dicembre del 2018, Chiara Pogneaux ha esordito in Coppa Europa il 30 gennaio 2019 a Tignes in slalom gigante (27ª) e in Coppa del Mondo il 19 novembre 2022 a Levi in slalom speciale, senza completare la prova, e ai Campionati mondiali a Courchevel/Méribel 2023, dove si è classificata 25ª nello slalom speciale, 7ª nella gara a squadre (partecipando come riserva) e non si è qualificata per la finale del parallelo; ai Mondiali di Saalbach-Hinterglemm 2025 non ha completato lo slalom speciale. Non ha preso parte a rassegne olimpiche.

## Palmarès

### Coppa del Mondo
- Miglior piazzamento in classifica generale: 63ª nel 2024

### Coppa Europa
- Miglior piazzamento in classifica generale: 89ª nel 2023

### South American Cup
- Miglior piazzamento in classifica generale: 15ª nel 2023
- 2 podi:
  - 1 vittoria
  - 1 terzo posto

#### South American Cup - vittorie
| Data              | Località     | Paese     | Specialità |
| ----------------- | ------------ | --------- | ---------- |
| 15 settembre 2022 | Cerro Castor | Argentina | SL         |

Legenda:

SL = slalom speciale

### Campionati francesi
- 2 medaglie:
  - 2 argenti (slalom speciale nel 2020; slalom speciale nel 2023)